# فتحية العسال
فتحية العسال (26 ديسمبر 1933  ـ 15 يونيو 2014)، كاتبة مصرية. وهي عضو مجلس إدارة اتحاد الكتاب ورئيس جمعية الكاتبات المصريات وأمين عام اتحاد النساء التقدمي. قامت بكتابة 57 مسلسلاً  منهم مسلسل رمانة الميزان وسيناريو مسلسل شمس منتصف الليل ، وحبال من حرير، وبدر البدور، وهي والمستحيل، وحتى لا يختنق الحب، وحبّنا الكبير، ولحظة اختيار، ولحظة صدق الحاصل على جائزة أفضل مسلسل مصري لعام 1975. كما كتبت عشر مسرحيات  وهي المرجيحة والبسبور والبين بين ونساء بلا أقنعة وسجن النسا وليلة الحنة ومن غير كلام. ولدت عام 1935 وتزوجت من الكاتب عبد الله الطوخي والذي انفصلت عنه في فترة من حياتها. وإبنتها هي الفنانة صفاء الطوخي 
تأثّرت بالكثير من الأحداث في نشأتها ساهمت في تكوين شخصيتها كختانها ورؤيتها لخيانة أبيها لأمها وحرمانها من التعليم. بدأت الكتابة الأدبية في عام 1957 واهتمت بالقضايا الاجتماعية وقضايا المرأة بشكل خاص  اُعْتُقِلَت ثلاث مرات بسبب كتاباتها عن قضايا المرأة.

## أعمالها المسرحية
- المرجيحة عام 1969
- الباسبور عام 1972

### في الثمانينيات
- نساء بلا أقنعة نُشرت عام 1999[8]
- البين بين[9]

## الأعمال التلفزيونية
كتبت فتيحة العسال 57 مسلسلاً تلفزيونياً
- رمانة الميزان
- شمس منتصف الليل
- حبال من حرير
- بدر البدور
- هي والمستحيل
- حتى لا يختنق الحب
- حضن العمر، مذاكراتها وحازت جائزة الدولة للتفوق في الآداب عام 2004.[10][11]

## جوائز وتكريم
- حصل مسلسلها لحظة صدق على جائزة أفضل مسلسل للعام 1975
- تم تكريمها في مهرجان المخرجة المسرحية سنة 2009
- كرمها المركز الوطني للعيون في صيدا وأقيم على شرفها حفل غداء تكريمي.